# Maison au 3, allée Kastner à Strasbourg
La maison au 3, allée Kastner est un monument historique situé à Strasbourg, dans le département français du Bas-Rhin.

## Localisation
Ce bâtiment est situé au 3, allée Kastner à Strasbourg.

## Historique
La maison date de la première moitié du XIXe siècle.
L'édifice fait l'objet d'une inscription au titre des monuments historiques depuis 1984.